# بيتر رابي
بيتر رابي (بالإنجليزية: Peter Rabe)‏ (1872-1945) ملحن وقائد فرقة موسيقية ألماني.

## سيرة شخصية
تخرج من 3 مدارس: المدرسة الموسيقية العليا في برلين . وجامعات ميونيخ؛ وجامعة ينا. في 1894-1898 عمل رابي في كنيغسبرغ وتسفيكاو. في 1899-1903 كان يعمل في دار الأوبرا الهولندية ( أمستردام ). قام بأداء عروض في المملكة المتحدة وبلجيكا وهولندا. في 19 يوليو 1935 حل راب محل ريتشارد شتراوس كرئيس لغرفة موسيقى الرايخ، معهد الموسيقى الحكومية النازية. لما يقرب من عشر سنوات، كما راقب نشاط الموسيقي في فترة الرايخ الثالث.

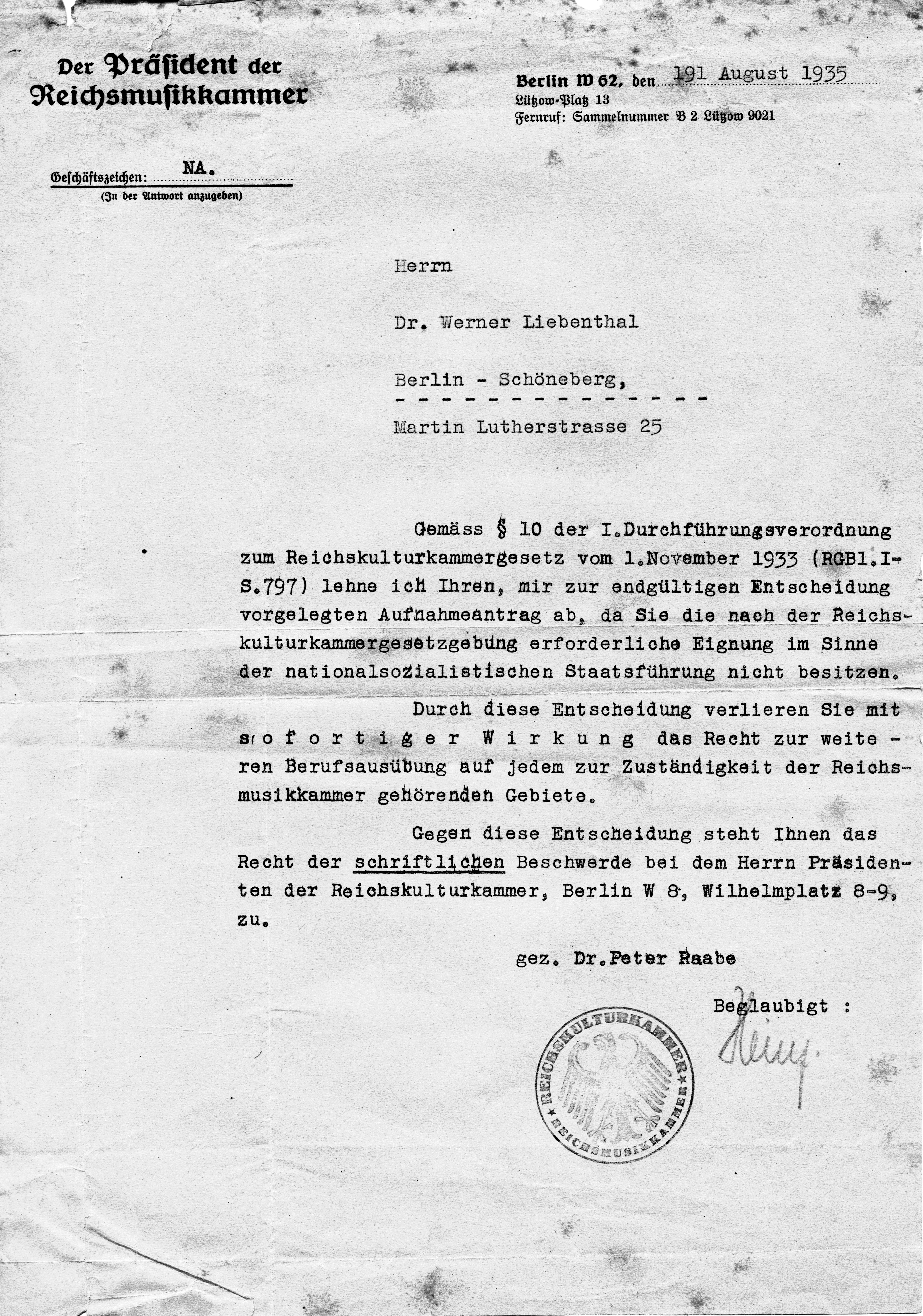
مرسوم غرفة موسيقى الرايخ الصادر في 9 أغسطس 1935 من قبل الدكتور بيتر رابي، بإخطار موسيقي برلين الدكتور فيرنر ليبنتال عن الوقف الفوري لنشاطه المهني.

كتب أول تسلسل زمني كامل لأعمال فرانز ليزت.

## روابط خارجية
- بيتر رابي على موقع IMDb (الإنجليزية)
- بيتر رابي على موقع كينوبويسك (الروسية)